# Joël Bernard
Pour les articles homonymes, voir Bernard.
Joël Bernard (né le 22 juillet 1946 à Bourg-Argental) est un coureur cycliste français, professionnel en 1971 et en 1972.

## Biographie
Après de bons résultats amateurs, Joël Bernard passe professionnel en 1971 dans l'équipe Sonolor-Lejeune,. Il se distingue rapidement en prenant la troisième place du prologue du Tour de Romandie. La même année, il termine troisième du Grand Prix de Saint-Raphaël, cinquième de l'Étoile de Bessèges, sixième du Grand Prix de Monaco ou encore septième du Grand Prix de Saint-Tropez.
En 1972, il signe chez Gan-Mercier-Hutchinson, où il est équipier de Raymond Poulidor. Non conservé, il retourne chez les amateurs dès l'année suivante, où il continue à courir pendant plusieurs saisons. Il remporte notamment le Circuit des Monts du Livradois, Dijon-Auxonne-Dijon ou le Tour de l'Essonne en 1976. 
Une fois retiré des compétitions cyclistes, il travaille dans l’industrie du cycle.

## Palmarès
- 1969
  - 2e du Grand Prix de Vougy
  - 2e du Grand Prix de Saint-Yorre
  - 3e du Trophée Peugeot
- 1970
  - Championnat du Lyonnais
  - Grand Prix de Vougy
  - Circuit de Côte d'Or
  - Grand Prix de Saint-Symphorien-sur-Coise
  - 3e de la Ronde du Carnaval
  - 3e du Circuit boussaquin
  - 3e du Grand Prix du Froid Caladois
- 1971
  - 3e du Grand Prix de Saint-Raphaël
- 1973
  - Ronde du Carnaval
  - 2e du Grand Prix du Froid Caladois
- 1974
  - Tour des Alpes de Provence
  - Ronde du Carnaval
  - 1re étape du Circuit de Saône-et-Loire
- 1976
  - Circuit des Monts du Livradois
  - Tour des Alpes de Provence :
    - Classement général
    - 1re et 3ea (contre-la-montre) étapes

  - Dijon-Auxonne-Dijon
  - Tour de l'Essonne
  - 3e du Grand Prix de Saint-Symphorien-sur-Coise
- 1977
  - Grand Prix de Saint-Symphorien-sur-Coise
  - Circuit des Boulevards
- 1978
  - Circuit du Cantal
- 1979
  - 2e et 5e étapes du Circuit de Saône-et-Loire
  - Grand Prix Mathias
  - 2e du Circuit des Monts du Livradois
  - 3e du Grand Prix de Vougy